# ورقلة
ورقلة 
Wargrən) هي مدينة جزائرية وعاصمة ولاية ورقلة تقع جنوب شرقي البلاد.

## المعطيات الجغرافية
تقع ورقلة على خط عرض (31° 58'شمالا) وخط طول (5° 20'شرقا)

## حوض ورقلة
يقع حوض ورقلــة في الجنوب الشرقي للجزائر وهو جزء من المنخفض الصحراوي الكبير، يبلغ طوله 30 كلم، وعرضه يتراوح بين 12 و18 كلم. وارتفاعه بين 103 و150 م فوق مستوى سطح البحر، يمتد بين هضبتين، الأولى تحدّه من الغرب، ارتفاعها 230 م، والثانية من الشرق بارتفاع يناهز 160 م. وهي متصلة برمال العرق الشرقي الكبير.

## واحـة ورقـلة

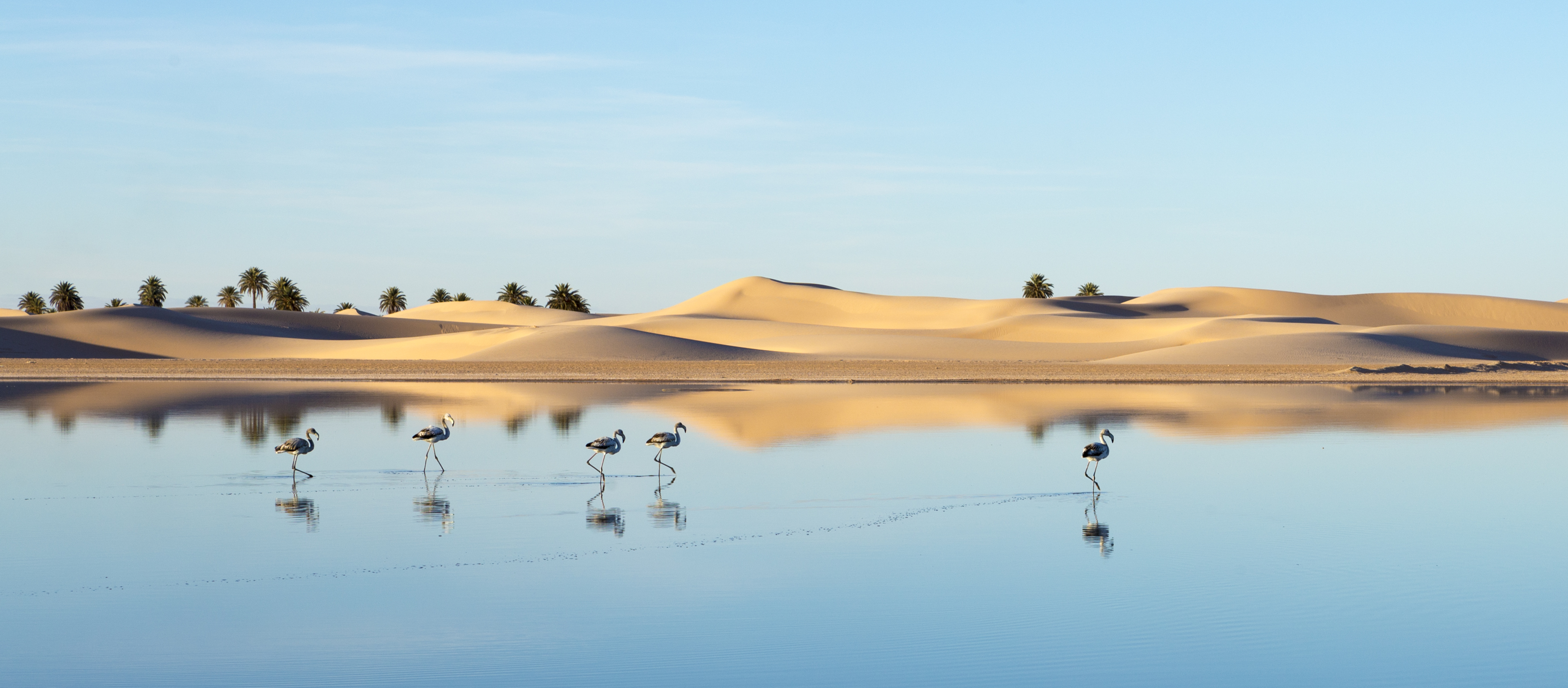
بحيرة أو شط الرانب بورقلة

ورقـلة واحة تحيط بها بساتين النخيل بالمدينة القديمة (القصر العتيق)، تعتبر ورقلة هبة وادي مّية بفضل مجاريه الباطنية التي توفّر مياه جوفية هائلة.
وقد عرفت أهمية وادي مـيّة منذ القدم ولعل ابن خلدون كان يقصد وادي ميّة فيما كتبه:
«وينبع مع النهر من فوهته نهر كبير ينحدر ذاهبا إلى بوده ثم بعدها إلى ثمطيت ويسمى لهذا العهد كـير، عليه قصورها ثم يمر إلى أن يصب في القفار ويروغ في قفارها ويغور في رمالها، قصر ذات نخل تسمى «واركلان»».

## المناخ
- درجة الحرارة: مناخ منطقة ورقلة، صحراوي جاف، ودرجات الحرارة بها مرتفعة صيفا حيث تتجاوز (41°) في المتوسط، وتنخفض شتاء، ولا سيما أثناء الليل، فالمناخ هنا قاري يتميز بفوارق حرارية، (يومية وفصلية) معتبرة، تصل إلى حدود (30°) مئوية.
- الأمطار: مناخ ورقلة يتميز بندرة الأمطار (49 مم) في المتوسط وهي كغيرها من المناطق الصحراوية، تفتقر للغطاء النباتي الطبيعي، ولكنها بالمقابل غنية ببساتين النخيل، فهي واحة بديعة المناظر.
- الرياح الموسمية: تهب على ورقلة عواصف رمليــة موسمية بين شهري (فبراير وأفريل)، وتبلغ ذروتها في شهر مارس، وغالبا ما تتسبب في خسائر فادحة تصيب الزرع والماشية، ويبدأ الجو في التحسن ابتدأ من شهر سبتمبر عندما يتغير اتجاه الرياح، لتصبح شمالية شرقية، وهي معروفة محليا باسم (البحـري)، وهي غالبا ما تكون محملة بشيء من الرطوبة فتعمل على تلطيف الجو ولا سيما ليلا.

يرحب سكان المنطقة كثيرا بهذه الرياح فهي تساعد على تلقيح أشجار نخيلهم، كما يرحبون بالحرارة أثناء النهار لكونها عاملا أساسيا في نضج ثمارها.

## الشوارع
- نهج فلسطين (ورقلة)
- حي بني سيسن
- حي بني ورقلين
- حي بني إبراهيم «بالقصر العتيق»
- حي بوعامر
- حي غربوز
- حي بامنديل
- حي مخادمة
- حي النصر
- حي الحفجي
- حي بني ثور
- حي القارة[بحاجة لمصدر]
- حي عجاجة (القصر العتيق)
- سيدي خويلد
- حاسي بن عبد الله
- عين البيضاء
- رويسات

## تاريخ ورقلة
عصور ما قبل التاريخ
المراد بهذه التسمية عصور ما قبل التاريخ، الفترة الواقعة بين ظهور الإنسان واكتشاف الكتابة. تجب الإشارة إلى أنه، لا تتوفر لدينا بالنسبة لهذه الحقبة من تاريخ البشرية وثائق ومدونات مكتوبة يمكنها أن تروي لنا قصة البشرية، لكنه لدينا مخلفات وآثار يمكننا الاعتماد عليها كشواهد صامتة ولكنها في نظر العديد من العلماء أكثر مصدقيه مما هو مكتوب ومدوّن، لأنها منزّهة من الزيف الذي يتعمده الإنسان في الكثير من الحالات لدى تدوينه لتاريخه، وتعد هذه الآثار والمخلفات أهم مصادر المعرفة لعصر ما قبل التاريخ.

## ظهور الإنسان في حوض ورقلة
دلّت الحفريات على أن الإنسان ظهر في منطقة ورقلة في الحقبة الأولى من «البلاستوسين»، حيث مرت بالصحراء ظروف مناخية متقلبة جعلت من الصحراء القاحلة الآن، جنة خضراء، غنية بالبحيرات والأنهار لمئات الآلاف من السنين. ثم أعقبت ذلك موجة من الجفاف امتدت كذلك آلافاً عديدة من السنين. لقد حدث هذا التعاقب خمس مرات خلال الحقبة المذكورة («البلاستوسين»). إن فترة الجفاف التي نعيشها الآن بدأت منذ حوالي عشرة آلاف عام، حيث بدأت الأنهار تنضب والبحيرات تجفّ أو تهاجر وتستند معرفتنا عن العصر الحجري القديم الأوسط والحديث.Néolithique (000. 35- 000. 50) في منطقة ورقلة، على ما قدمته لنا بعض الحفريات المنهجية من معلومات وأدوات ترجع لهذه الفترة، وما عثر عليه، كان نتيجة لعمليات المسح الأولية (ملتقطات سطحية). ويدل الظهور المبكّر ووفرة الأدوات الحجرية الهلالية الدقيقة، وحجر الرحى في مناطق شاسعة من الصحراء الكبرى، على أن الزراعة بدأت قبل أن تبدأ موجة الجفاف الحديثة التي أدت إلى ظهور الصحراء بشكلها وصورتها التي نعرفها اليوم.

## العمران في حوض ورقلــة
في الثمانيات من القرن العشرين ثم اكتشاف العديد من الأدوات والأسلحة ورؤوس السهام تعود للعصر الحجري القديم في حوض عرق التوارق 20 كلم جنوب مدينة ورقلة الحالية، عمر هذه الأدوات يتراوح بين 200 ألف و100 ألف سنة، وهي معروضة في متحف باردو بالجزائر العاصمة. كما تم اكتشاف مجموعة كبيرة من الأدوات تعود إلى العصر الحجري الحديث والعصر الحجري الأخير، في كل من «حوض الحمراية» و«برج ملالة» و«منقش» والآبار القديمة ومنطقة البيضة المزخرفة وفي البيضتين وحاسي مويلح وحاسي الحجر. بالإضافة إلى أدوات حجرية أخرى اكتشفت في «برج ملالة» يتراوح عمرها بين 3750 و2 400 سنة وأدوات أخرى اكتشفت في الحقل المسمى «الكثبان» (Les dunes) أو «القنيفيدة»، يناهز عمرها 5 400 سنة.

## جذور سكان ورقلة التاريخية
أصل سكان منطقة ورقــلة في عصر ما قبل التاريخ:
إبان الألفية التاسعة قبل الميلاد، ظهر بالمنطقة الصحراوية، جنس من البشر قريبون أنتربولوجيا من سكان شمال أفريقيا الحاليين، ومن المحتمل أن هذا الإنسان الأول الذي أطلق عليه اسم «(كـابسي Capsien)» نسبه لكابسا Capsia الاسم القديم لقفصة الحالية في تونس. ويعتقد أن «الحضارة الكبسية» (La civilisation capsienne) قادمة من بعيد، ولا يمكننا تحديد أصولها بدقة ويعتقد أنهم من أصل شرقي، شكلوا إحدى مكونات العرق الأمازيغي، انتشروا في البداية في الناحية الشرقية والوسطى، ثم امتدوا نحو الصحراء. هذه المنطقة التي أثريت بروافد بشرية أخرى قادمة من الجنوب فقد تم اكتشاف هياكل عظمية في مدافن وقبور، أثبت البحث العلمي المتقدم أنها لسكان زنوج نزحوا من الجنوب على أثر الجفاف الذي أجتاح الصحراء الكبرى منذ الألفية الثالثة. وظلت هذه الموجات البشرية تفد حتى الألفية الثانية.
و لعل «الغرامنتيون» أسلافهم هم أول من عمّر هذه الأصقاع منذ ما يزيد عن سبعة آلاف سنة ولكن تاريخ ورقلة ارتباط بقبيلة «بني وركلان» البربرية.

### اللهجات الأمازيغية
يتفرع عن الأمازيغية ما يقارب 11 لهجة أو تنوعا، غير أن هذه اللهجات تلتقي وتتحد في القواعد الغوية (النحو والصرف) المشتركة بينها، بحيث يمكن للناطق بأحد اللهجات الأمازيغية أن يتعلم ويتكلم لهجة أمازيغية أخرى بكل سهولة.
وأهم لهجات الأمازيغية: التارقية و(تقبايليت) القبائلية و(تاشاويت)
الشاوية و(تشلحيت)الشلحية وتاريفيت (الريفية) والسوسية والزواوية والجبائلية والغدامسية والسيوية (في واحة سيوة المصرية)....الخ.
أما اللهجة الورقلية (تقارقرنت) فهي زناتية قريبة من الشلحية المنتشرة في جنوب المغرب.
شخصيات عامة
محمد بن الحاج مسروق
لخضر عواريب
ابراهيم بن صالح بابا حمو اعزام

## العنصر البربري
أول من سكن منطقة ورقلة من الأجناس المتبقية، هم «بنو ورقلان» الذين ينتسبون إلى قبيلة «ورقلان» إحدى بطون قبيلة زناتة الأمازيغية، وهي قبيلة تحضّرت منذ فجر التاريخ بعد أن تخلّت عن حياة الترحال الذي عرفته من قبل، وهم الذين أسسوا «قصر ورقلة العتيق» وأطلقوا عليه اسم قبيلتهم وهو لا زال عامرا بخلفهم إلى يومنا، هذا ما يؤكده العلامة ابن خلدون في كتابه الشهير «ديوان العبر» في الفصل المعنون ب:«الخبر عن بني واركلا من بطون زناتة والمصر المنسوب إليهم بصحراء أفريقية وتصاريف أحوالهم» حيث يقول:
«بنو واركلا هؤلاء إحدى بطون زناتة...وإن إخوانهم يزمرتن ومنجصة ونمالتة المعروفون لهذا العهد: ومنهم بنو واركلا، وكانت فئتهم قليلة، وكانت مواطنهم قبلة الزاب، واخطّوا المصّر المعروف بهم لهذا العهد على ثماني مراحل من بسكرة، على القبلة عنها ميامنة إلى الغرب. بنوها قصورا متقاربة الخطة، ثم استبحر عمرانها، فأتلفت وصارت مصرا»

## الاعلام
إذاعة ورقلة
- إذاعة ورقلة الجهوية البث الحي

## التعليم بورقلة

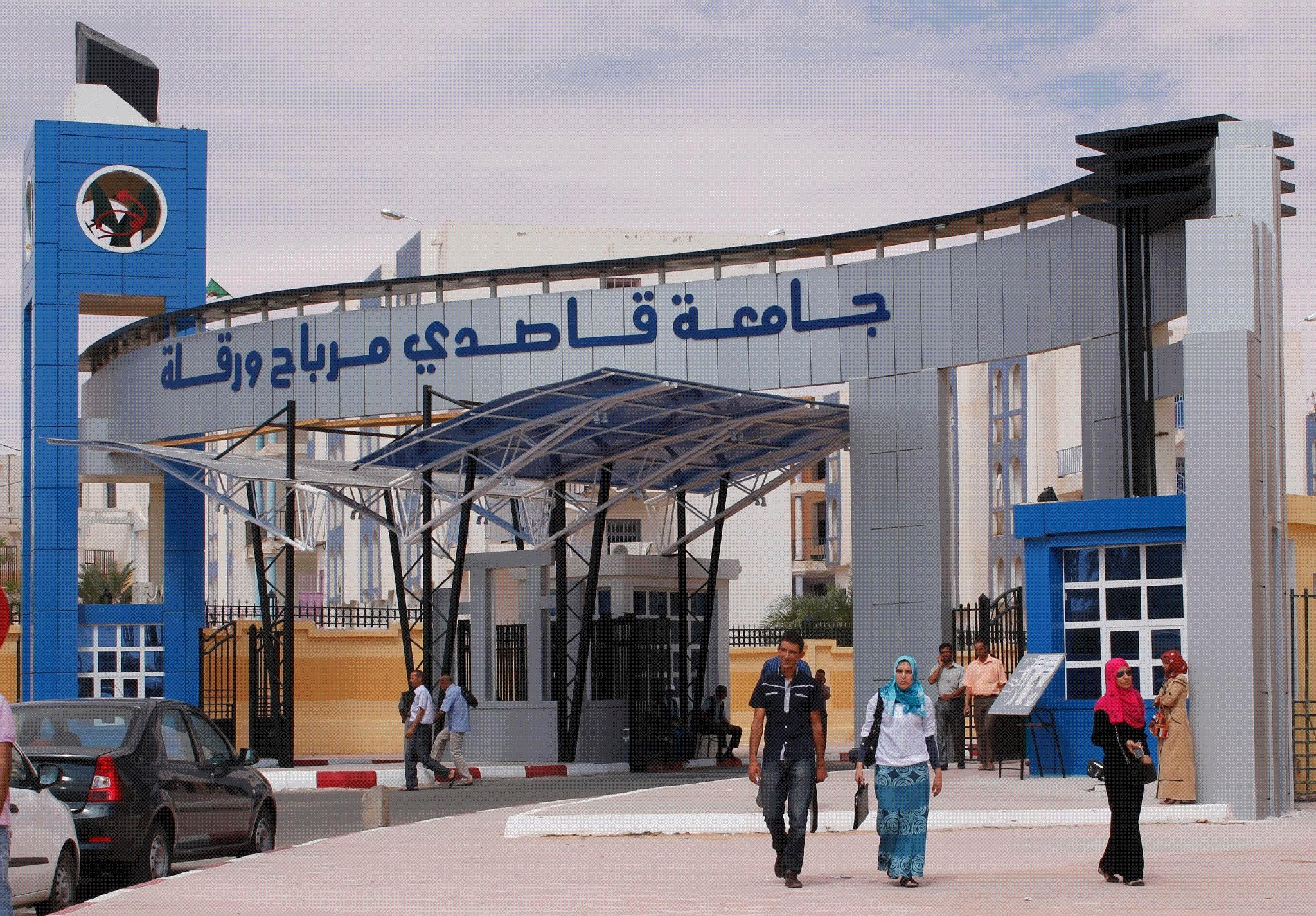
جامعة قاصدي مرباح

تعتبر مدينة ورقلة من المدن الكبيرة في الجزائر حيث تحتوي على العديد من الابتدائيات والإكماليات والثانويات حيث تستوعب العديد من التلاميذ
كما تعتبر ورقلة من بين الولايات الكبرى التي تحتوي على أقطاب جامعية عديد تحتوي على عدة اختصاصات وتستقبل العديد من الطلاب من ورقلة والولايات المجاورة لها مثل (غرداية والأغواط ووادي سوف وحتى من ولايات الشمال) أي أنها منبع للعلم.
- جامعة قاصدي مرباح
- جامعة ورقلة الموقع الإلكتروني

## أهمية واحات النخيل ونخيل التمر في المجتمع الورقلي
تحظى واحات النخيل أهمية كبيرة لدى العائلة الورقلية التي تمثل مصدر الغذاء الأساسي كما هو الحال عند أغلبية سكان ورقلة والذين يقضون معظم أوقاتهم في الواحة لخدمتها ولتمضية وقت الفراغ في أيامنا القليلة الماضية كان السكان الأصليون للقصر لا يتبضع من السوق إلا من أجل الشاي واللحم أو بعض الفواكه والخضار التي لا يمكنه زرعها أما بقية الخضراوات فيأتي بها من حديقته، وقد كانت العائلات تمضي فترة نضج التمر في الواحة حيث تكون هذه الأخير مجهزة بمساكن صغيرة مصنوعة من جذوع النخيل والجريد (أوراق النخيل) قريبة من بعضها البعض تسمى باللغة المحلية «أخيام»، هذه الفترة تعرف لدى الورقلي «إزداغ» التي تبدأ من فترة نضج التمر (جوان) حتى يكتمل نموها (سبتمبر، أكتوبر) بعد هذه الفترة ترجع العائلات إلى منازلها، يوم بعد ذلك رب العائلة يبدأ في جني المحصول من خلال تنظيم «التويزة» أو خاصة بالنسبة للمزارع الكبيرة أو مع أفراد العائلة الكبيرة، الرجال البالغون ينزلون المحصول من على النخلة أما النساء والأطفال فيتولون جمع المتساقط منه من على الأرض. أن العائلات تقضي من غير هذه الفترة نهاية كل أسبوع أو اليوم الذي فيه سقي النخيل من أجل غسل الملابس والأفرشة، وللعرسان الجدد أيام يقضونها أيضا في غابات النخيل برفقة أصدقائهم وهذه من التقاليد التي ما زالت موجودة حتى يومنا هذا.

## السياحة
مدينة ورقلة، من أقدم المدن الصحراوية، لديها ثروات طبيعية ومخزون سياحي، ومجموعة قصور ومساجد عتيقة، تثير حسابات لدى من يفكرون في جعلها، يوما ما، قطبا سياحيا بالجنوب. الغريب في هذه المدينة والولاية، أن المعالم الأثرية التي تسجل تاريخ المدينة وهنّات أهلها عبر العصور.

### العالية عاشقة التاريخ
لا تبعد بلدية العالية بلدية عن عاصمة ولاية ورقلة الا ب130 كيلومترا شمالا، وتقع بحدود دائرة الحجيرة، استقبلتنا طيلة خمسة أيام من الاستكشاف والوقوف عند معالمها الأثرية وقصورها التاريخية. هي بلدية حافظت على مقوماتها الطبيعية، مثل واحات النخيل والكثبان الذهبية، وما تركه الإنسان من قصور تعود إلى الثلاثينات، وزوايا عتيقة أقرب إلى قلوب أهالي المنطقة، قربهم إلى التهليل والتكبير.

### الزاورة والسياحة الدينية
بهذه البلدية عدد كبير من دور العبادة والزوايا والقصور التاريخية، بإمكانها جذب السياح في إطار «السياحة الدينية أو الروحية»، إن وفّرت لها وسائل ذلك، ومن يمكنه تجسيد الفكرة.

### الوعدة السنوية
أو «الزاورة»، وهي عادة لدى سكان المنطقة، شهر نوفمبر من كل سنة، تستقطب الزاروة آلاف الزوار من 48 ولاية، وبعضا من سياح الدول المجاورة. بلغ عدد الوافدين على الوعدة، هذا العام، ما يزيد عن 7000 شخص من الولايات المجاورة فقط مثل الوادي، غرداية، الأغواط.. رغم أن بالعالية مرقد وحيد، هو مقر البلدية القديم، الذي افتتح مؤخرا، ويحتضن مقر الديوان المحلي للسياحة. وتوافد على الزاورة أيضا رجال دين واقتصاد وسياسة، مثل الوزير السابق والخبير الاقتصادي، بشير مصيطفى، الذي قدّم محاضرة حول السياحة الروحية والدينية وتأثيرها في الاقتصاد.

### قصر الطيبين
القصر القديم بالطيبين، مبني بمواد محلية من طين ورمل، يتوسطه جامع، يقدم نموذجا مميزا للعمارة الصحراوية التقليدية، وهو قصر يقابل زاوية سيدي عبد الحميد التيجاني، في بلدية الحجيرات، وجدناه في حالة متقدمة من التدهور، وكثير من أجزائه تتساقط، رغم أنه مصنف «تراث وطني محفوظ».

### جامع الشقة
صامد رغم الإهمال وفي إقليم الشقة، الجامع العتيق «الشقة»، يبعد حوالي 30 كيلومتر شمال بلدية العالية، واقف وصامد أمام العوامل الطبيعية القاسية رغم الإهمال، ينتظر من يرمقه بعين الخبير في الترميم، قبل عين السائح..

### سدراتة.. حكاية أخرى
في ولاية ورقلة تعتبر«سدراته»، من أقدم المدن، تأسست في القرن العاشر ميلادي، تجمع بين غابات نخيل، بمنطقة الشط وعجاج، مع رمال ذهبية في سيدي خويلد، إضافة فنتازيا، وصناعات تقليدية تستحق الترويج والإشهار، وللأسف لم تجد من يهتم بها ويحاول الاستثمار فيها.
يسعى الديوان المحلي للسياحة بالعالية، تحت شعار «الواجهة السياحية الصحراوية الواحاتية»، إلى تجسيد برنامج ترقية نشاطات سياحية، وتنظيم رحلات وزيارات ومبادلات سياحية محلية وعالمية، مع سعي ثان لتصنيف المواقع الأثرية وتصنيفها وحمايتها، وترميم بعضها، وأول الخطوات في هذا الاتجاه، كانت باسبوع حول «السياحة الروحية والدينية وتأثيرها في الاقتصاد الوطني»، بالتعريف بالموروث الثقافي والسياحي لبلدية العالية بولاية ورقلة، رغم النقائص في المنشآت القاعدية.

## النقل

### شبكة الطرقات
- 10 فروع للأشغال العمومية
- 14 دور صيانة
- حضيرة جهوية

الهياكل الأساسية للطرق:
- الطرق الوطنية: 1.484 كلم
- الطرق الولائية: 364 كلم
- الطرق البلدية: 209 كلم
- 02 منشأة فنية على الطرق الوطنية
- 02 منشأة فنية على الطرق الولائية.

### المحطة البرية
المحطة البريّة المتواجدة في منطقة التجهيزات بمدينة ورقلة أزيد من 1000 مسافر يوميا، المتوفر على عديد المرافق، والخدمات المقدمة فيها، بتواجد عديد المرافق ورجال الأمن وتوفر عنصر النظافة موقعها مناسب جدا القاعة مكيّفة والمطاعم متوفرة.

### مطارات
- مطار سيدي مدحي

### ترامواي
- ترامواي ورقلة

## الصحة
المستشفى الجامعي لولاية ورقلة حيث ستشكل هذه المؤسسة الإستشفائية واحدة من بين مجموع الهياكل الطبية التي سيضمها هذا المرفق الصحي الهام، وتبلغ طاقة استيعاب هذه المنشأة الصحية الجديدة التي تتربع على مساحة 5 100 متر مربع 120 سرير وقدرت التكلفة المالية لإنجازها 460 مليون دج تم تخصيصه في إطار برنامج تنمية ولايات الجنوب وتتوفر ضمن مرافقها مصلحة استشفائية وجناحين واحد للرجال وآخر للنساء ومصلحتين للتحويل الإجباري بالنسبة للمرضى الذين يعانون من الاضطرابات العقلية الحادة إلى جانب تجهيزات طبية متطورة للقيام بالتشخيص الدقيق وعدة مرافق للترفيه والتسلية،
المركز الوسيط لعلاج المدمنين الواقع بحي النصر بالضاحية الغربية لمدينة ورقلة والذي يحصي 10 عمال ما بين أطباء نفسانيين وممرضين ومختصين في تسيير المخابر وبإمكانه استقبال أسبوعيا من 4 إلى 6 أشخاص ممن يعانون من حالات الإدمان وتستدعي حالاتهم الصحية تدخلا علاجيا،
كما يوجد مصلحة المساعدة الطبية المستعجلة المتواجدة بالمؤسسة العمومية الإستشفائية محمد بوضياف بعاصمة الولاية والتي تحتوي على عدة أقسام للتكفل بالحالات المرضية المستعجلة
ويوجه هذا المرفق الطبي الذي لم تبق سوى عملية تجهيزه للكشف الدقيق عن الأمراض وتشخصيها وضمان العلاج الفعال والمناسب.

## الرياضة
يوجد مسبح أولمبي بقع بمنطقة التجهيزات العمومية ببلدية ورقلة.
ويشتمل هذا الهيكل الرياضي على العديد من المرافق من بينها حوض كبير للسباحة بطول 50 مترا إضافة إلى حوض آخر أقل حجما ومدرجات بطاقة 1 000 متفرج وقاعة لتقوية العضلات حسب الشروحات المقدمة للوفد الوزاري.
كما يتوفر هذا المرفق الرياضي الذي يتربع على مساحة إجمالية قدرها 1,5 هكتار وحددت مدة إنجازه ب 18 شهرا على قسم إداري ومطعم ومقهى لاستراحة الرياضيين.
كما يتوفر القطاع بخصوص الهياكل الرياضية الشبانية على 51 مؤسسة شبانية من بينها 24 دار شباب وثلاثة (3) بيوت شباب ومخيم واحد للشباب ويسع (9) مركبات جوارية و13 مركزا ثقافيا ومركز ترفيهي.
أما بخصوص الهياكل الرياضية الأخرى فإن قطاع الشباب والرياضة يحصي ملعبا واحدا متعدد الرياضات وثلاث (3) قاعات متعددة الرياضات ومسبحين شبه أولمبيين وسبعة (7) أحواض للسباحة و12 قاعة رياضية متخصصة إلى جانب 24 ملعبا لممارسة كرة القدم منها ثمانية (8) ملاعب مغطاة بالعشب الاصطناعي كما أوضح ذات المسؤولين للوفد الوزاري.
وإضافة إلى ذلك فإن خارطة قطاع الشباب والرياضة بالولاية تشتمل أيضا على 134 جمعية من ضمنها 3 رابطات شبانية فيما يصل عدد المنخرطين إلى 13 451 منخرطا إلى جانب 132 نادي رياضي و19 رابط ولائية فيما يصل العدد الإجمالي للممارسين على مستوى هذه الأندية إلى 16 521 ممارس من بينهم 6 866 فتاة.
تستحوذ ولاية ورقلة على عدد هائل من الهياكل الشبابية والرياضية والثقافية كدور الشباب وبيوت ومخيمات الشباب، مسابح شبه أولمبية، مركبات رياضية، ملاعب جواريه بالإضافة إلى مراكز ترفيهية علمية وثقافية، كما تساهم الجمعيات الشبابية والرابطات الرياضية والفرق والأندية في تنشيط المناخ الاجتماعي والثقافي والرياضي بالولاية من خلال برامجها سواء خلال المناسبات أو خارجها وتحتوي ولاية ورقلة على العديد من النوادي والجمعيات الرياضية تشارك في شتى المستويات نذكر البعض منها (مولودية شباب المخادمة. شباب بني ثور. مستقبل بلدية الرويسات. الأمل الصاعد شباب ورقلة. النادي الرياضي الشباب الرياضي القصر. الاتحاد الرياضي لبلدية ورقلة. الوفاق الرياضي ورقلة...)

### الوفاق الرياضي ورقلة
الوفاق الرياضي ورقلة هو نادي رياضي متعدد الاختصاصات من أهمها كرة القدم حيث أنه حديث النشأة مولود جديد أسس سنة 2009 مع أن تاريخ إنشائه جاء متأخر إلا أن فكرة إنشائه كانت مند سنوات ماضية كما يقال في المثل (أن تأتي متأخرا أفضل أن التأتي أبدا) حيث دخل غمار المنافسة بجد ونال أول لقب له في أول عام له مند تأسيسه والمتمثل في البطولة الولائية لولاية ورقلة وذالك رغم الإمكانيات البسيطة والمحدودة وذالك لتضافر عدت مجهودات من طرف الإدارة والمسيرين واللاعبين وتكاتف الجماهير حوله ومساندته وقت الشدة والرخاء.

## معرض الصور

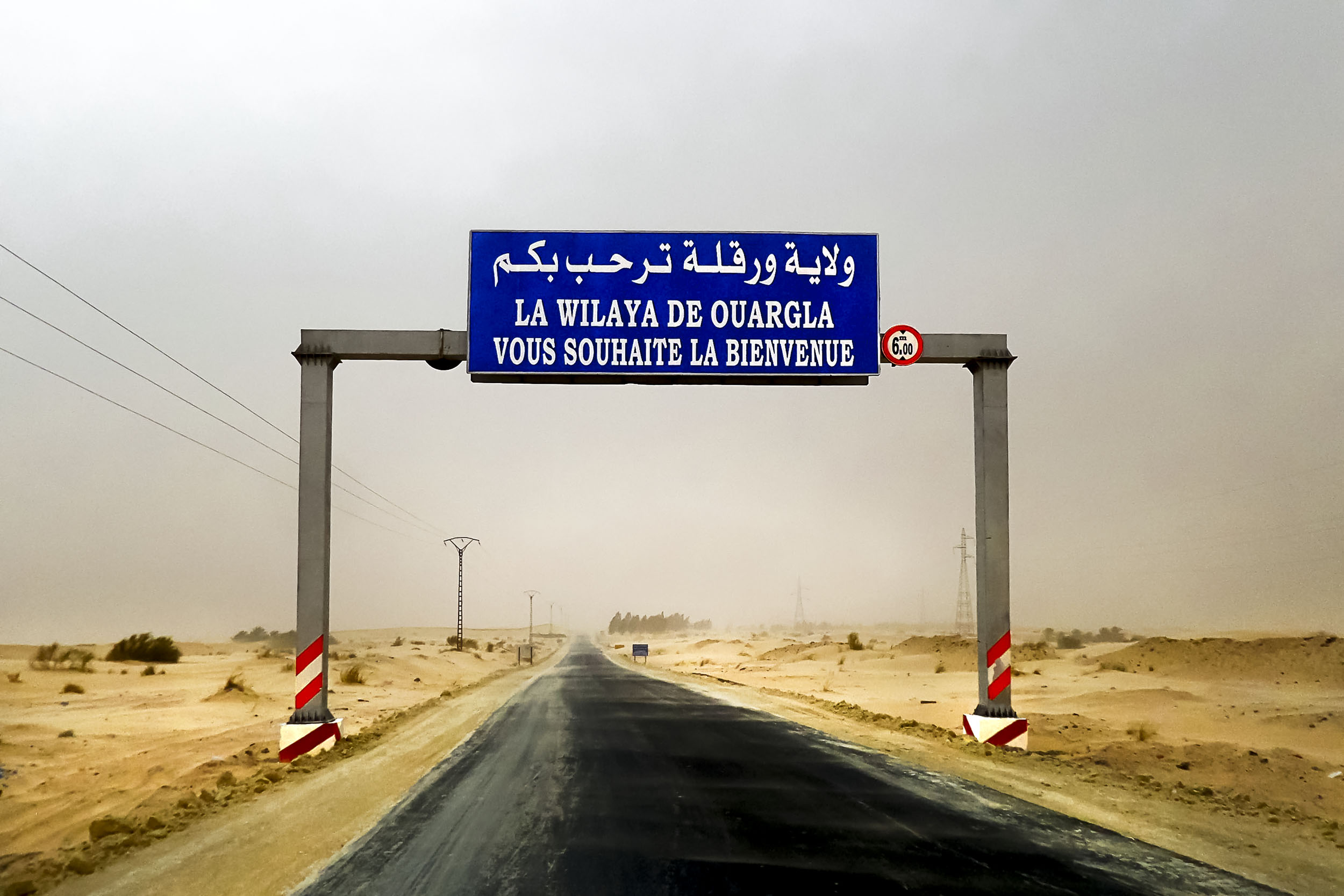
طريق مدينة ورقلة
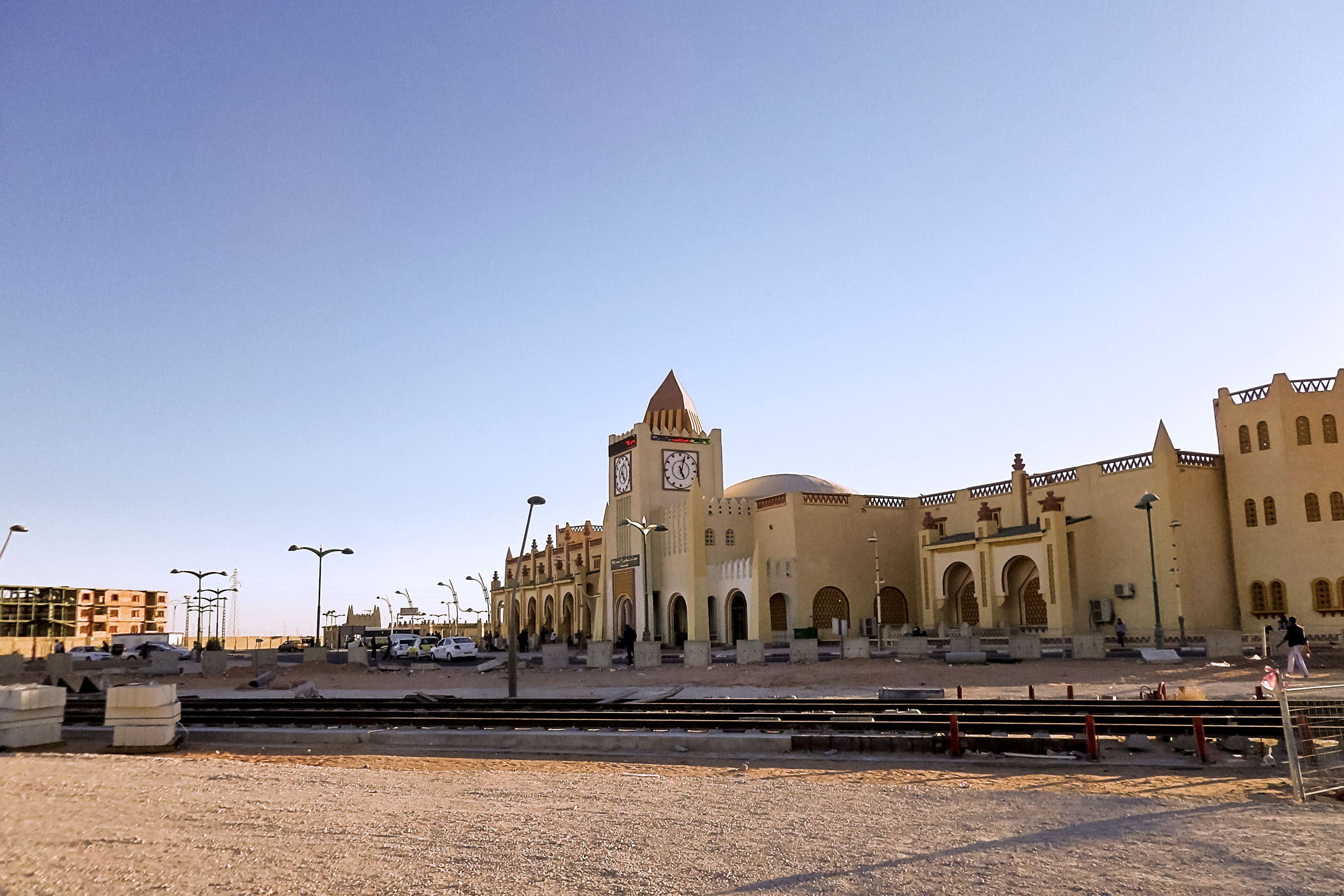
مدينة ورقلة
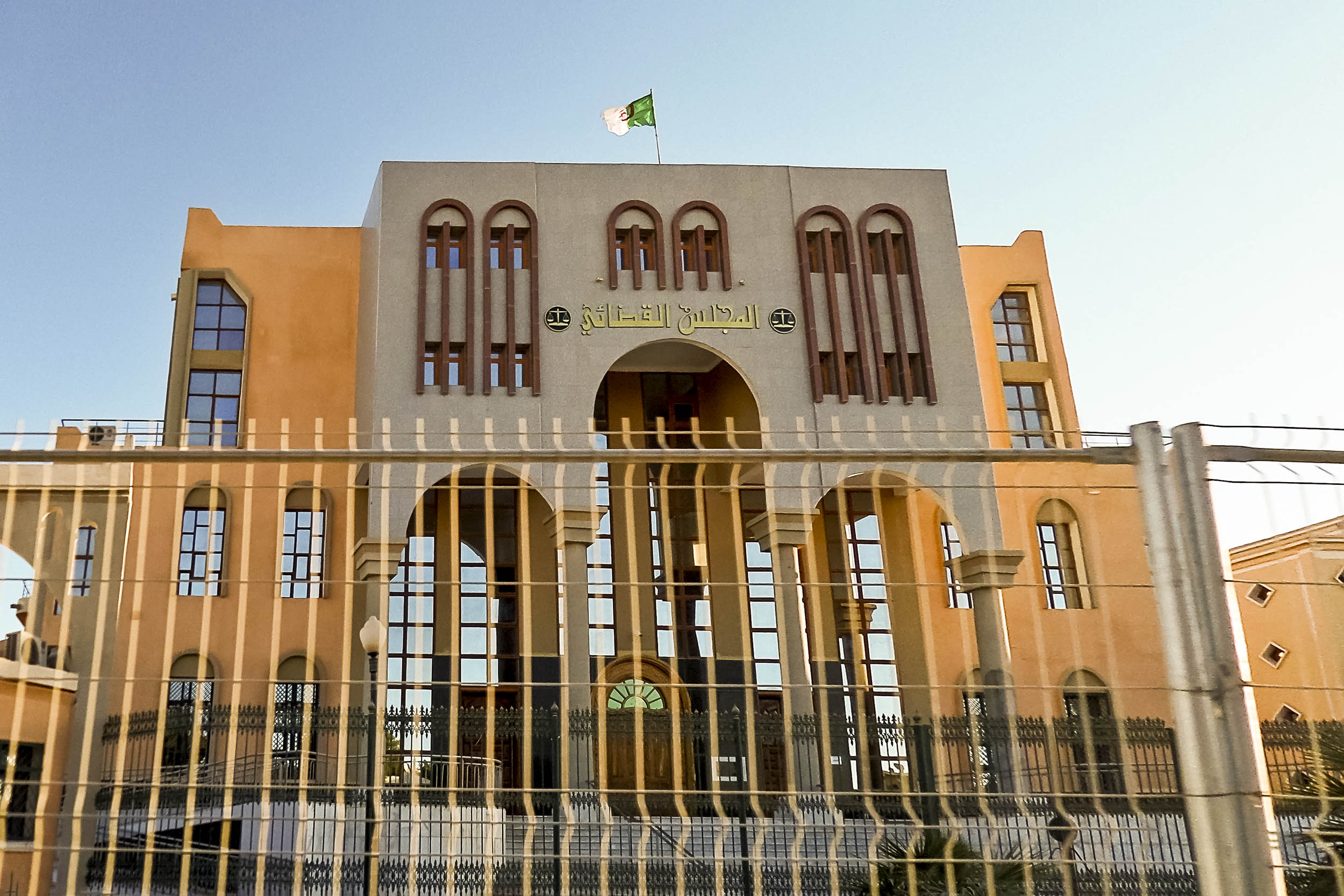
مجلس قضاء ورقلة
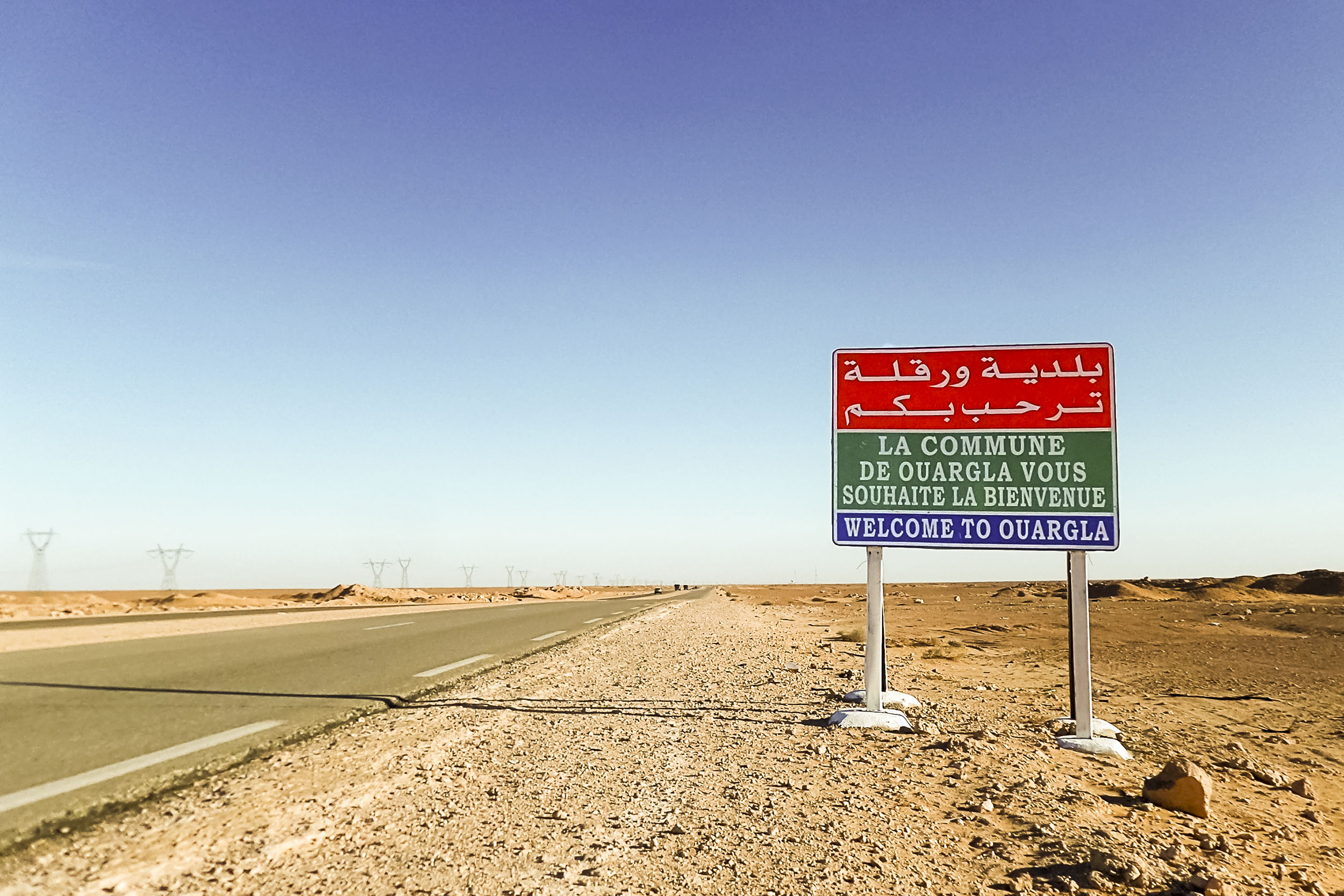
طريق مدخل مدينة ورقلة
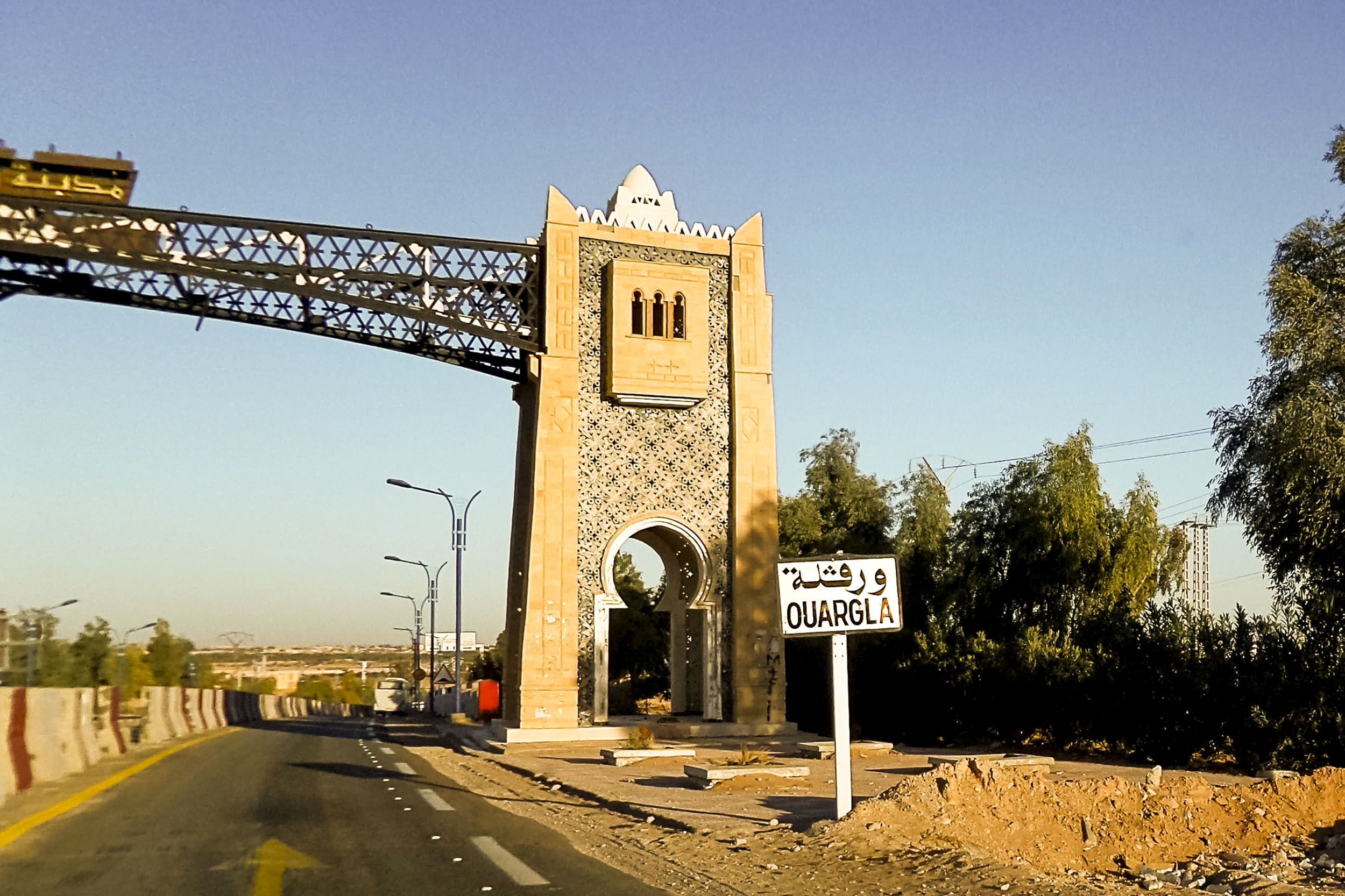
مدينة ورقلة
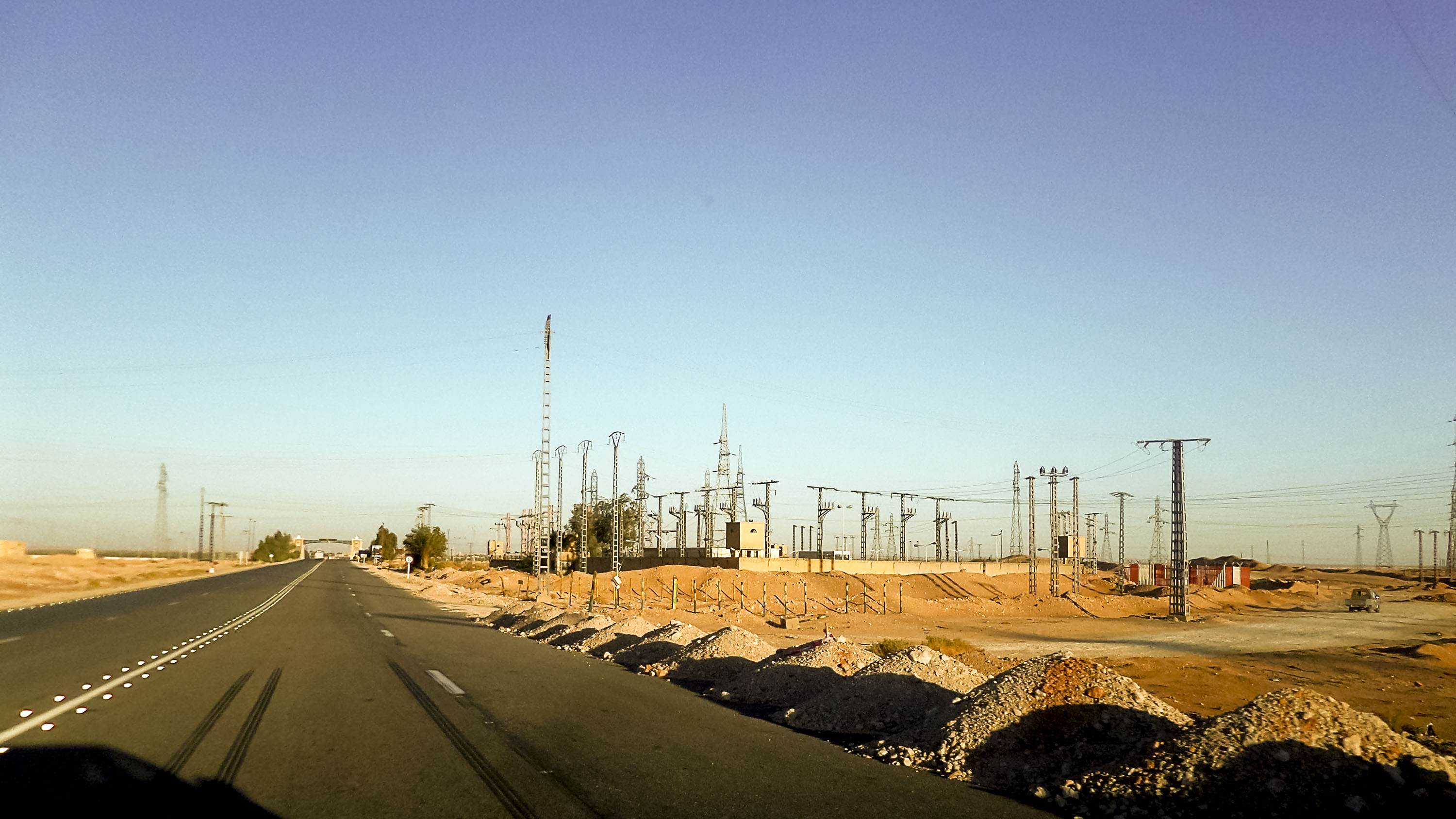
طريق ورقلة
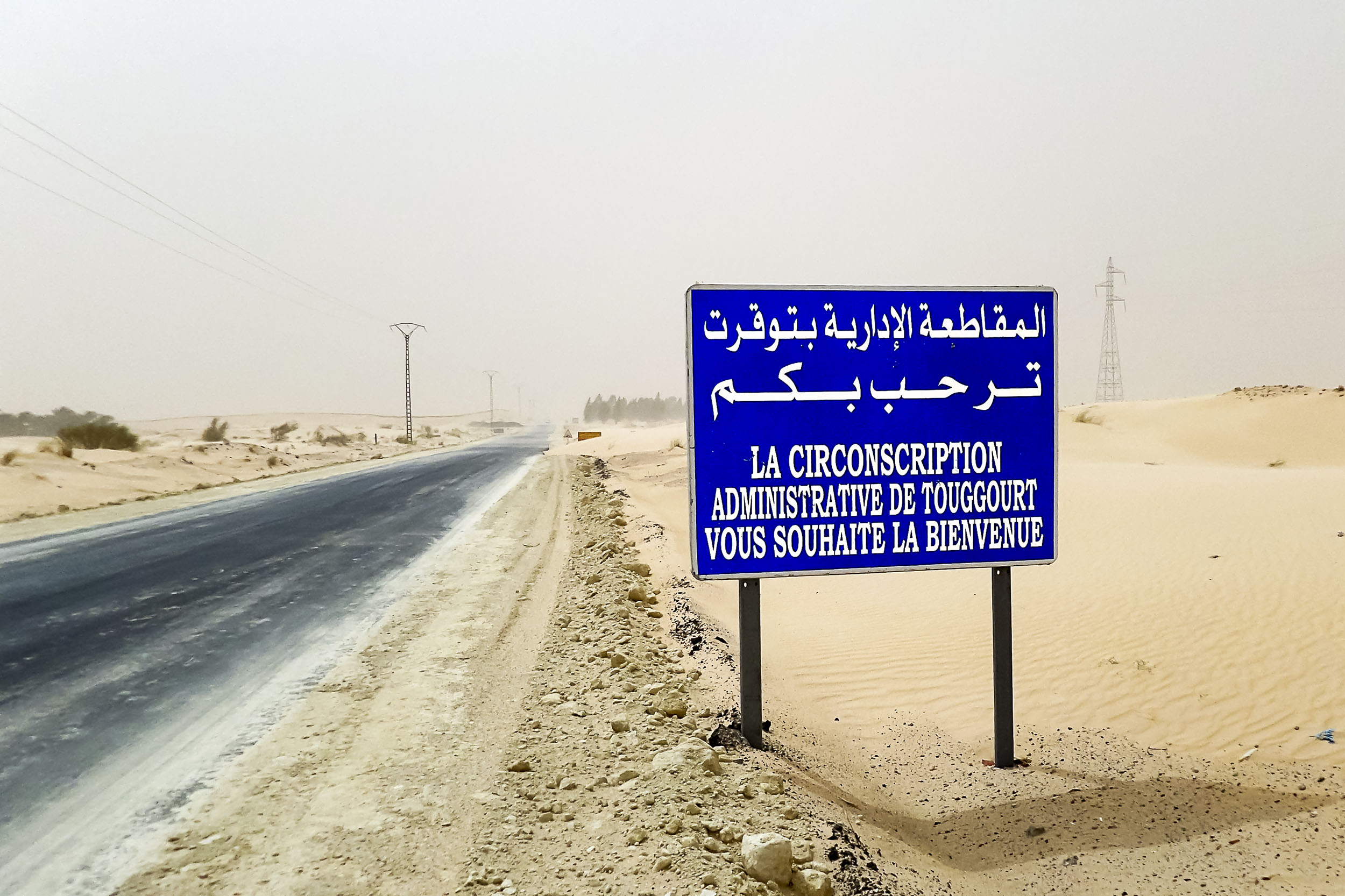
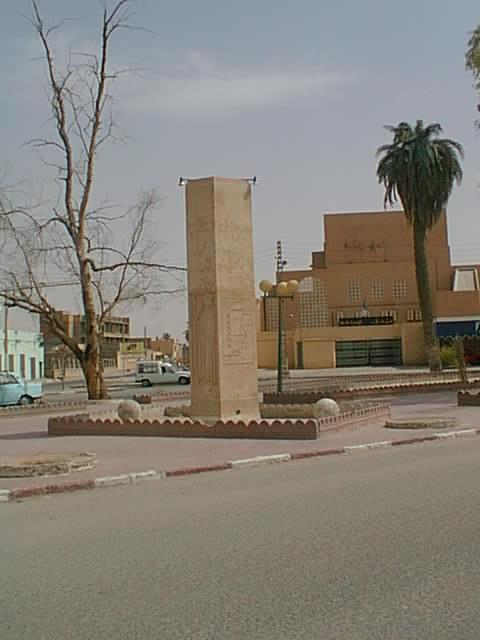
النصب التذكاري بوسط مدينة تقرت ولاية ورقلة

## وصلات خارجية
- الموقع الرسمي لولاية ورقلة
- الموقع السياحي لولاية ورقلة
- الموقع الرسمي لولاية ورقلة
- إذاعة ورقلة الجهوية البث الحي
- جامعة ورقلة
- الخدمات الجامعية ورقلة
- مديرية الصحة لولاية ورقلة
- دار الثقافة مفدي زكريا ورقلة
- المدرسة العليا للأساتذة ورقلة
- مديرية الشباب والرياضة لولاية ورقلة
- الرابطة الجهوية لكرة القدم ورقلة